# Ksienija Wojszal
Ksienija Alaksandrauna Wojszal, po mężu Wabiszczewicz (biał. Ксенія Аляксандраўна Войшаль-Вабішчэвіч; ur. 18 października 1994 w Grodnie) – białoruska koszykarka, występująca na pozycjach rzucającej lub niskiej skrzydłowej, reprezentantka kraju, od 2017 zawodniczka BC Mińsk.

## Osiągnięcia
Stan na 10 maja 2025, na podstawie, o ile nie zaznaczono inaczej.

### Drużynowe
- Mistrzyni:
  - Ligi Bałtyckiej (2013)
  - Białorusi (2013, 2018–2020, 2024)[3][4][5][6][7]
- Wicemistrzyni:
  - Ligi Europy (2019)
  - Ligi Bałtyckiej (2018)
  - Białorusi (2021)[8]
- Brązowa medalistka:
  - Ligi Bałtyckiej (2014, 2015)
  - mistrzostw Białorusi (2014–2016, 2022, 2023)[9][10]
- Zdobywczyni Pucharu Białorusi (2015, 2017–2019)[9][4][5][6]
- Finalistka Pucharu Białorusi (2013, 2021, 2024)[3][11][7]
- Uczestniczka międzynarodowych rozgrywek Eurocup (2013/2014, 2018–2020)

### Indywidualne
- Uczestniczka meczu gwiazd ligi białoruskiej (2015)[9]

### Reprezentacja
Seniorska
- Uczestniczka  mistrzostw świata (2014 – 10. miejsce)

Młodzieżowe
- Mistrzyni Europy U–18 dywizji B  (2012)
- Uczestniczka mistrzostw Europy:
  - U–20 (2011 – 14. miejsce, 2012 – 8. miejsce, 2013 – 4. miejsce, 2014 – 14. miejsce)
  - U–16 (2010 – 15. miejsce)
  - dywizji B U–18 (2011, 2012)